# トウヒ属
トウヒ属（唐檜属、学名:Picea）はマツ科の針葉樹のグループの一つ。

## 分布
北半球のアジア・ヨーロッパ・北米の温帯から亜寒帯にかけて、広い範囲に約40種が分布する。分布の北限はシベリア・アラスカ・カナダの北極圏、南限はユーラシアではビルマとヒマラヤ、北米ではメキシコ北部の高山地帯に達する。タイガや中緯度山岳地帯の亜高山帯における重要樹種のひとつである。日本では、北海道と本州中部山岳地帯の山地帯上部から亜高山帯を中心に分布し、一部の種は九州の山地まで分布する。
アジア産の種が最も多く、分布の中心はヒマラヤ、中国、日本、シベリアにかけての地域である。変種ではヨーロッパトウヒが最も多く100種類以上あり、北半球に広く分布する。

## 形態
樹形は環境により異なるが、いわゆる「クリスマスツリー」型の典型的な針葉樹であり、円錐形に成長するものが多い。枝は同じ高さから四方八方に伸ばす（輪生という）。
樹高は生育環境によって大幅に異なるが、条件の良い場所ではかなりの巨木になる場合がある。北米太平洋岸には樹高95メートルのシトカトウヒがあり、世界最高の巨木の1つである。
和名に「〜バラモミ」、「〜ハリモミ」と付くものが散見されることからも窺えるように、樹形や葉の付き方はモミ属とよく似る。しかし樹皮は茶色で鱗状に割け、葉の先端が尖る、枝に「葉沈」と呼ばれる突起があってそこから葉がのびている点がモミ属と異なっている。葉の断面は横に扁平（トウヒ節）の種類と菱形（バラモミ節とオモリカトウヒ節）な種類がある。
また、モミ類では球果（松ぼっくり）が枝の上に直立して生じるのに対して枝から下に垂れ下がること、丸っこい種子鱗片の下から針状にとがった包鱗片が顔を見せるが、トウヒ属では包鱗片はごく小さくて外から見えないこと、種子の散布後にモミ属では鱗片が脱落するがトウヒ属では残ることなどが大きく異なる。
ツガ属は葉はモミ属に近いが毬果の性質はトウヒ属に近い。ただし毬果は遙かに小さい点で区別できる。トガサワラ属やアブラスギ属はその点ではトウヒ属に近いが包鱗片がよく発達する。

## 生態
他のマツ科樹木と同じくトウヒ属樹木の根も菌類と共生し菌根を形成する。樹木にとっては菌根を形成することで、土壌中の栄養分の吸収促進や菌類が作り出す抗生物質等による病原微生物の駆除等の利点があり、菌類にとっては樹木から光合成産物の一部を分けてもらうことができる。土壌中には菌根から菌糸を介し同種他個体や他種植物に繋がる広大なネットワークが存在すると考えられている。共生する菌類の子実体は人間がキノコとして認識できる大きさに育つものが多く、中には食用にできるものもある。
更新については種子によるものが一般的。ただしトウヒ属の種子はただ地表に落ちた時よりも倒木や切り株などの上に落ちた時の方が生存しやすいという倒木更新（英:nurse log）という事例がしばしば報告される。また、地表に近い枝が接地しそこから根を出して増える取り木的な栄養繁殖である伏条更新を採る種が知られている。スウェーデンの中部の山岳地帯にはこのような栄養繁殖を繰り返した結果、個体として9500年余りも生きているオウシュウトウヒが確認されている。

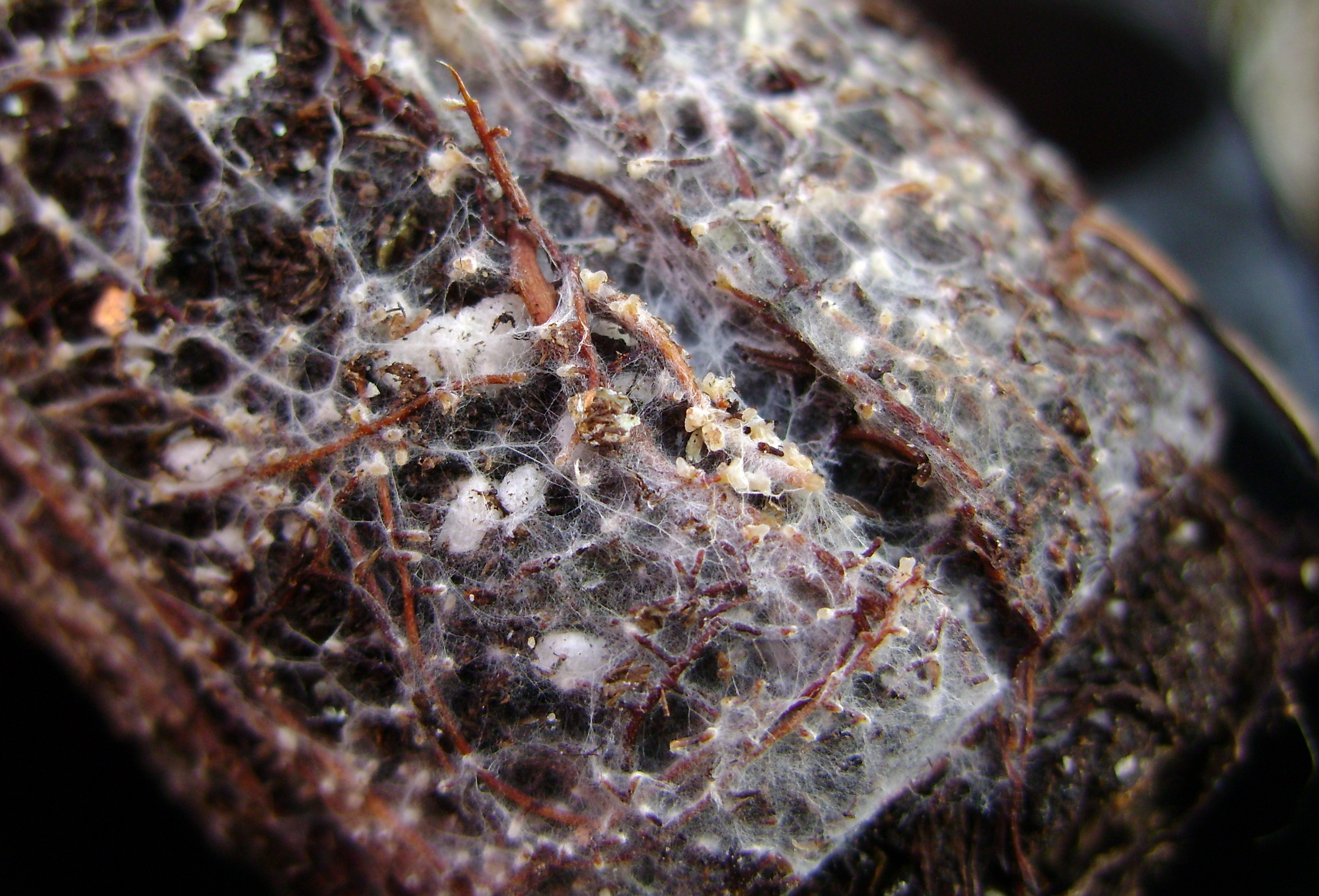
トウヒ属の根に形成された菌根
菌根によるネットワークの模式図
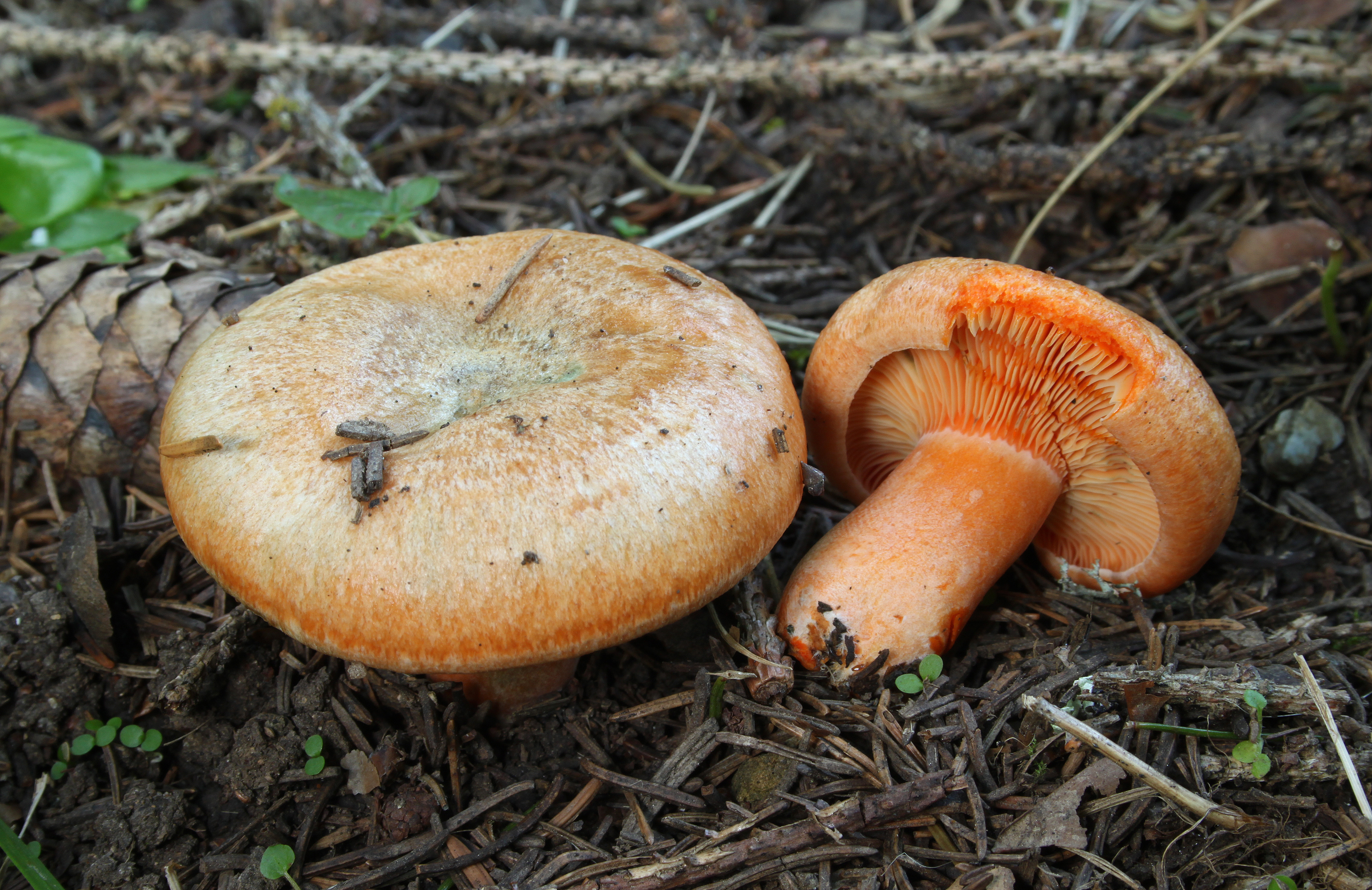
トウヒ属と共生するアカハツモドキ（Lactarius deterrimus）
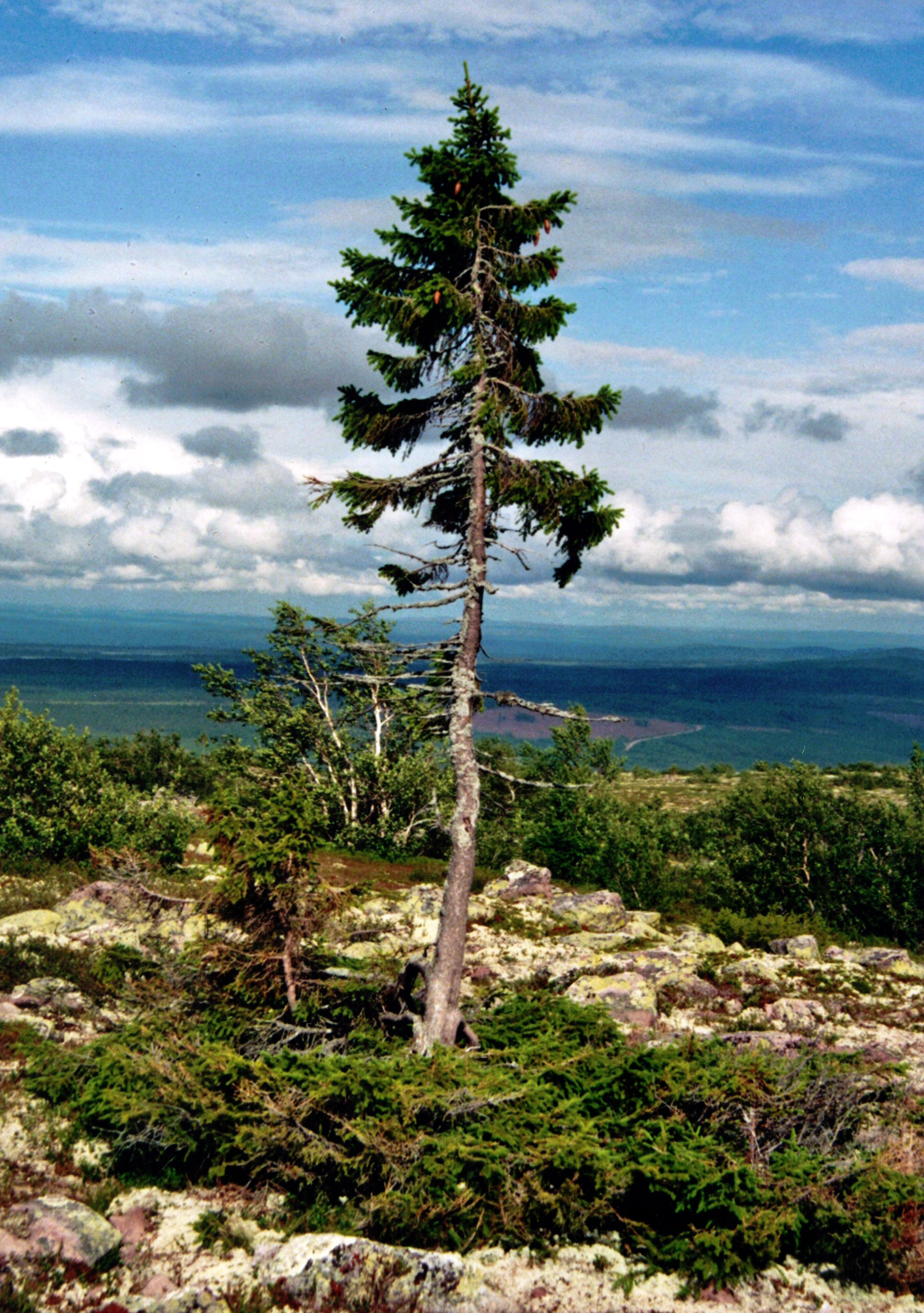
9500年生きているold Tjikko

## 人間との関係

### 木材
トウヒ属の木材はマツ属（Pinus）やカラマツ属（Larix）のように辺材と心材の区別が明瞭ではなく、とくに乾燥した状態では区別ができない。このような木材を淡色心材、もしくは熟材などとよびトウヒ属の他にモミ属（Abies）樹木などにも知られる。モミ属と共に軟らかいために加工性は良く、また軽いという利点はある一方で、耐久性はかなり低いと評価されることが多いグループであり、構造材ではなく楽器や家具を中心に利用されてきた。日本においても耐久性に優れるヒノキ科針葉樹に押され構造材としては稀であった。ただし、人工乾燥、防腐加工、接着剤の改良、集成材（laminated wood）などの各種技術の発展により欠点を克服し建築用の構造材として用いられることも増えてきた。特に北欧などでは最も人件費のかかる下刈作業をほとんど行わずに、植栽後はほぼ放置状態でトウヒ属人工林を成立させ収穫することが可能な地域もあり、低コストで生産できる木材資源として注目されている。
スプルース、北洋エゾマツ、ホワイトウッドなどの名称で、シベリアや北米、北欧などから大量に輸入され、建築用材や土木用材として使用され、程度の良いものは弦楽器の表面板や家具などにも使われる。なお、弦楽器の表面板の材料としてしばしば表記される「ドイツ松」は、ドイツトウヒまたはその他のトウヒ属の材のことである。

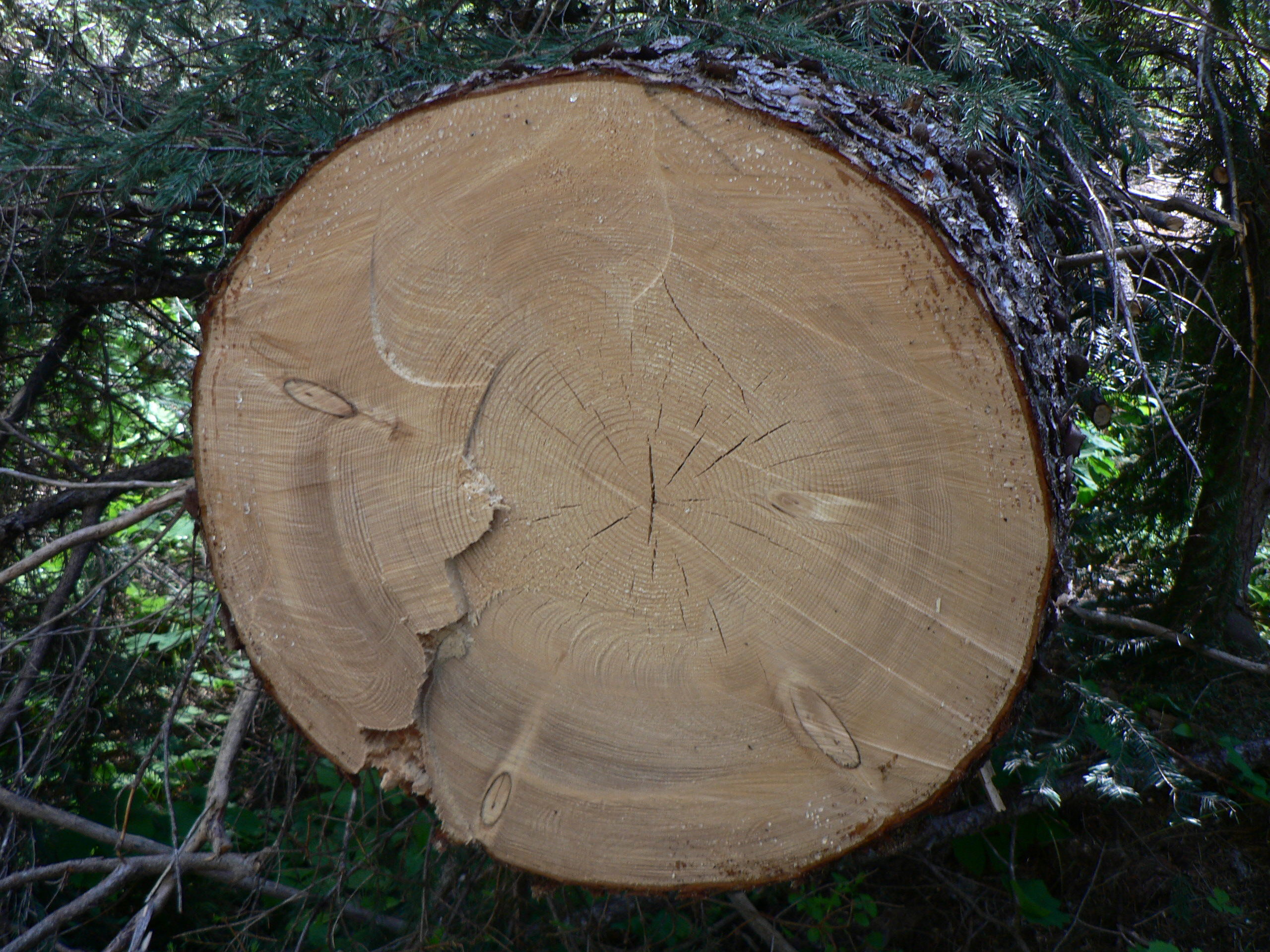
辺材と心材の区別がつかないトウヒ属Picea engelmanniiの木材
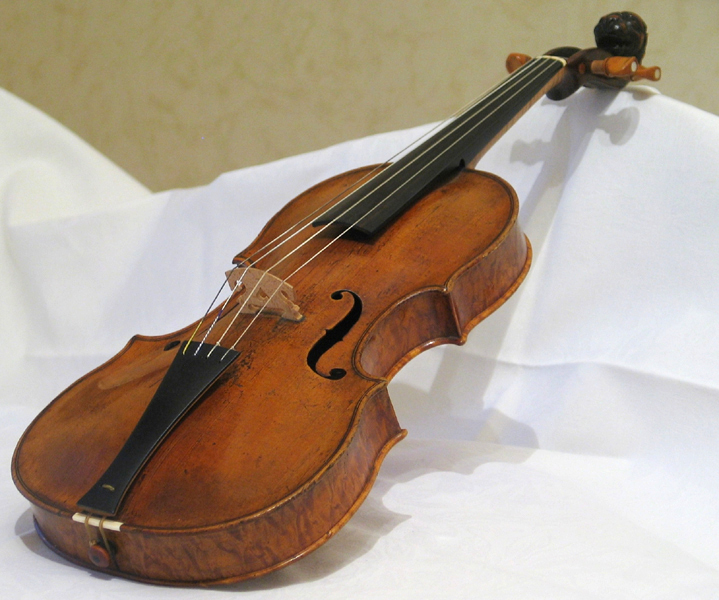
ヴァイオリンに用いられることもある
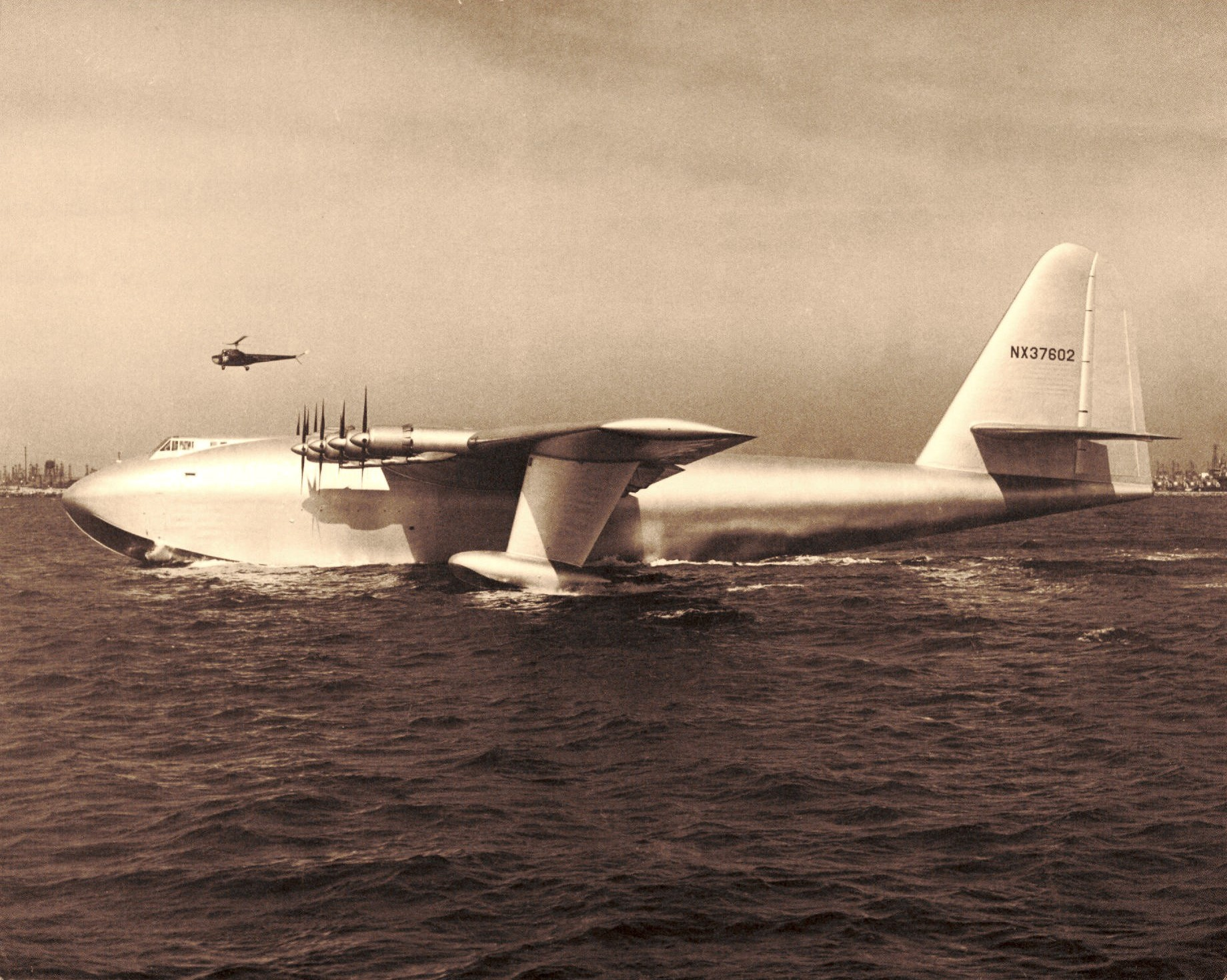
かつて世界最大の航空機であったH-4は、トウヒ属の木材が用いられたことから、「スプルース・グース（スプルース製のガチョウ）」の愛称で呼ばれた。

### 利用される種
エンゲルマントウヒ Picea engelmannii、シトカトウヒ Picea sitchensis、カナダトウヒ Picea glauca など、主に北米やカナダで産出されるトウヒ類がよく利用される。日本ではこれらを総称して、ベイトウヒ（米唐桧）、ホクヨウエゾマツ（北洋蝦夷松）、アラスカヒノキ（アラスカ檜）と呼ぶ。トウヒ属はマツ科であってヒノキ科ではないが、1964年東京オリンピック直前の建築需要急増の際に、ヒノキの代替木材として輸入され、見た目がヒノキに似ていたため、材木業界でこの呼び名が普及した。

### 用途
建築材として使用されるのが一般的であるが、良質なものはピアノ、ギター、ヴァイオリンなどの楽器、家具、木製の競漕用ボートの船殻、まな板などに用いられる。見た目がカヤに似ているので、将棋盤や碁盤に「新カヤ」という名称で使用されるが、カヤに比べるとかなり柔らかく、耐用年数は低いとされる。
木造枠組壁構法の構造材（ディメンションランバー）には、いずれも針葉樹であるスプルース (S) とパイン (P) 、ファー (F) からなるSPF材が利用される。
材木はクリーム色から薄黄色である。

### フィエンメ渓谷産
北イタリアのフィエンメ渓谷産スプルース (ABETE ROSSO) はヴァイオリン、チェロといった弦楽器の表板やピアノの響板として利用される。
フィエンメ渓谷産はコミュニティーメンバーのみに伐採を許されており、楽器用としてはCiresa社が取り扱っている。

## 分類

### 系統分類
トウヒ属は5つの系統に分かれる。基底的な系統はいずれも北米産で、トウヒ属が北米起源であることを示唆している。旧大陸に産するのは派生的な Clade IV と Clade V に限られる。

#### Clade I
- Picea breweriana ブリュワートウヒ - 北米クラマス山脈。絶滅危惧。

#### Clade II
- Picea sitchensis シトカトウヒ - 北米太平洋岸の重要樹種。高さ95メートルに達するものもあるトウヒ属最大の樹種。

#### Clade III
- Picea engelmannii エンゲルマントウヒ - 北米西部山岳地帯の重要樹種。カナダ・米国のロッキー山脈からメキシコ北部のシエラマドレ山脈まで分布。
- Picea glauca カナダトウヒ（シロトウヒ）- 北米北部の重要樹種。アラスカ・カナダ・米国本土の北部まで分布。

#### Clade IV
- Picea brachytyla サージャントトウヒ - 中国南西部
- Picea chihuahuana チワワトウヒ - メキシコ北西部の西シェラマドレ山脈の海抜2,300 - 3,200メートルに分布。きわめてまれ。
- Picea farreri ビルマトウヒ - ビルマ北東部と中国南西部の山岳
- Picea likiangensis リキアントウヒ - 中国南西部
- Picea martinezii マルチネストウヒ - メキシコ北東部。まれ。絶滅危惧。
- Picea maximowiczii ヒメバラモミ - 日本
- Picea morrisonicola ニイタカトウヒ - 台湾の高山に分布
- Picea neoveitchii ベイッチトウヒ - 中国北西部。まれ。絶滅危惧。
- Picea orientalis コーカサストウヒ - カフカスとトルコ北東部
- Picea purpurea ムラサキトウヒ - 中国西部
- Picea schrenkiana スチェレンストウヒ - 中央アジアの天山山脈・カザフスタン・キルギスタンなどに分布
- Picea smithiana モリンダトウヒ - アフガニスタン北東部からネパールにかけてのヒマラヤ西部、海抜2,400 - 3,600メートルに分布
- Picea spinulosa シッキムトウヒ - ヒマラヤ東部のシッキム・ブータンの海抜2,400 - 3,700メートルに分布
- Picea torano syn. Picea polita バラモミ - 日本
- Picea wilsonii ウィルソントウヒ - 中国西部

#### Clade V

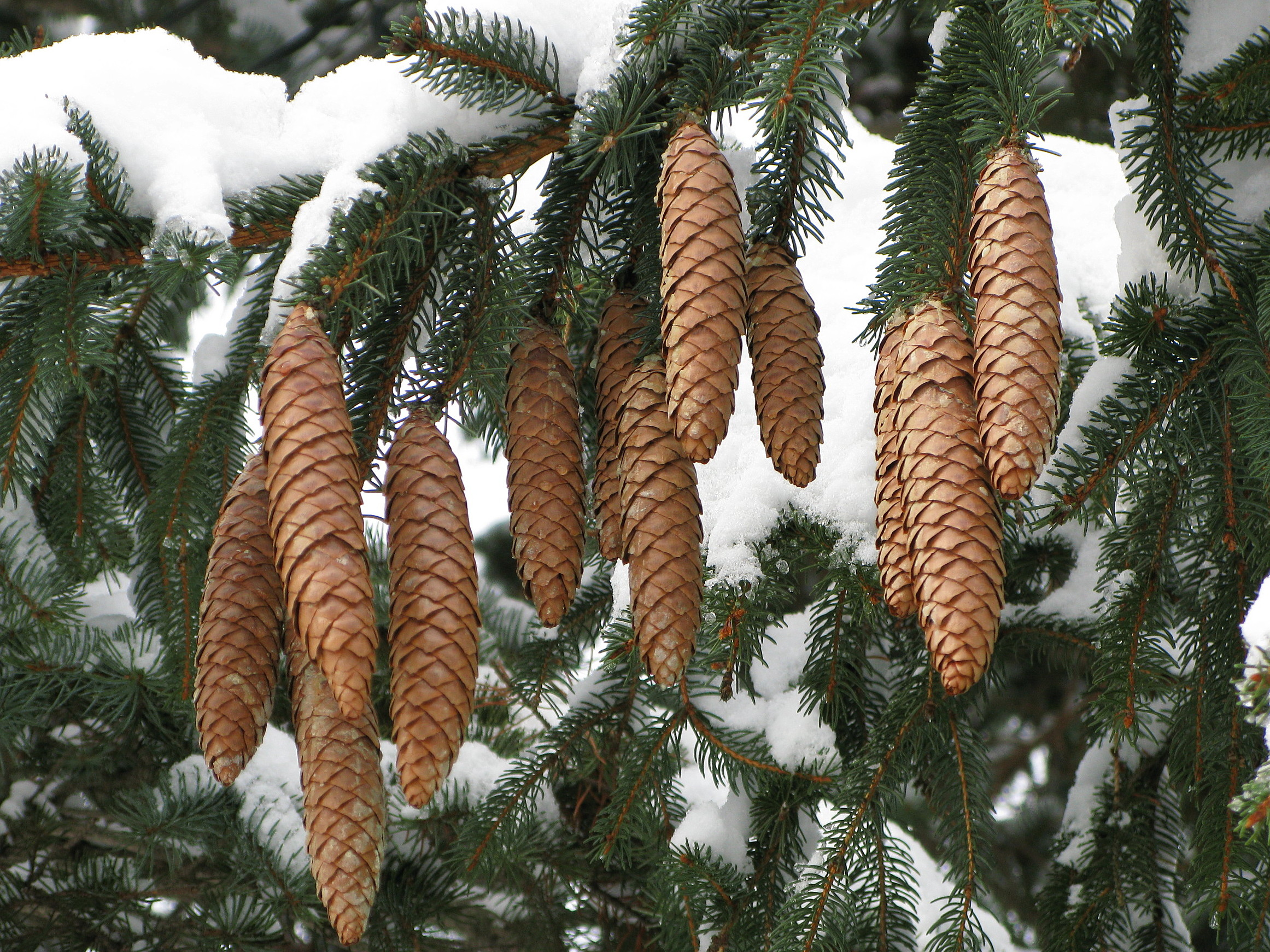
ドイツトウヒ Picea abies の球果

- Picea abies オウシュウトウヒ（ドイツトウヒ）- ヨーロッパ森林の主要樹種
- Picea alcocquiana syn. Picea bicolor マツハダ - 日本中部山岳
- Picea alpestris アルプストウヒ - ヨーロッパアルプス。まれ。ドイツトウヒの変種とされる場合もある。
- Picea asperata ドラゴントウヒ - 中国西部の青海省・甘粛省・陝西省・四川省などに分布
- Picea crassifolia - 中国
- Picea glehnii アカエゾマツ - 日本北部とサハリン
- Picea jezoensis エゾマツ（トウヒ） - アジア北東部・カムチャッカ・日本
- Picea koraiensis チョウセンハリモミ - 朝鮮と中国東北・ウスリーに分布。日本のヤツガタケトウヒと極めて近縁とされる。
- Picea koyamae ヤツガタケトウヒ - 日本
- Picea mariana クロトウヒ（マリアナトウヒ）- 北米北部、アラスカ・カナダ・米国本土北部まで分布。
- Picea meyeri マイヤートウヒ（白杄） 中国北部、内モンゴルと甘粛省
- Picea obovata シベリアトウヒ - スカンジナビア北部とシベリア。ドイツトウヒの変種とされる場合もある。
- Picea omorika オモリカトウヒ - セルビア。絶滅危惧。重要な園芸種。
- Picea pungens コロラドトウヒ - 北米ロッキー山脈に分布。重要な園芸種
- Picea retroflexa - 中国
- Picea rubens アカトウヒ - 北米北東部の主要樹種

### 旧分類
球果と葉に基づく分類である。

#### オモリカトウヒ節
球果は大きく、表面は鱗状、葉の断面はやや平ら
- Clade I
  - Picea breweriana ブリュワートウヒ
- Clade IV の一部
  - Picea brachytyla サージャントトウヒ
  - Picea farreri ビルマトウヒ
  - Picea likiangensis リキアントウヒ
  - Picea purpurea ムラサキトウヒ
  - Picea spinulosa シッキムトウヒ
- Clade V の一部
  - Picea alcocquiana syn. Picea bicolor マツハダ
  - Picea glehnii アカエゾマツ
  - Picea mariana クロトウヒ（マリアナトウヒ）
  - Picea omorika オモリカトウヒ
  - Picea rubens アカトウヒ
- ?
  - Picea balfouriana バルファートウヒ - 中国西部

#### トウヒ節
球果は小さく表面は鱗状、葉の断面は扁平。エゾマツ以外はすべて北米産
- Clade II
  - Picea sitchensis シトカトウヒ
- Clade III
  - Picea engelmannii エンゲルマントウヒ
  - Picea glauca カナダトウヒ（シロトウヒ）
- Clade V の一部
  - Picea jezoensis エゾマツ（トウヒ）
  - Picea pungens コロラドトウヒ

#### バラモミ節
球果は大きく表面はなめらか。葉はとがり、断面は四角。
- Clade IV の一部
  - Picea chihuahuana チワワトウヒ
  - Picea morrisonicola ニイタカトウヒ
  - Picea orientalis コーカサストウヒ
  - Picea schrenkiana スチェレンストウヒ
  - Picea smithiana モリンダトウヒ
  - Picea martinezii マルチネストウヒ
  - Picea maximowiczii ヒメバラモミ
  - Picea neoveitchii ベイッチトウヒ
  - Picea torano syn. Picea polita バラモミ
  - Picea wilsonii ウィルソントウヒ（靑杄）
- Clade V の一部
  - Picea abies オウシュウトウヒ（ドイツトウヒ）
  - Picea alpestris アルプストウヒ
  - Picea asperata ドラゴントウヒ
  - Picea koraiensis チョウセンハリモミ
  - Picea koyamae ヤツガタケトウヒ
  - Picea meyeri マイヤートウヒ（白杄）
  - Picea obovata シベリアトウヒ

### 日本産種
日本には以下の7種と1変種または6種と2変種（ヤツガタケトウヒとヒメマツハダは同一種内の変種と扱われる場合がある）が分布する。エゾマツとアカエゾマツ以外は日本の特産種である。
- アカエゾマツ Picea glehnii
- エゾマツ Picea jezoensis
- トウヒ Picea jezoensis var. hondoensis
- ヒメバラモミ Picea maximowiczii
- ヒメマツハダ Picea shirasawae
- バラモミ（ハリモミ） Picea torano syn. P. polita
- マツハダ Picea alcoquiana syn. P. bicolor
- ヤツガタケトウヒ Picea koyamai